# The Fairfield Four
A The Fairfield Four amerikai egy több mint 100 éve létező amerikai gospel énekegyüttes, amely 1921-ben trióként jött létre a Fairfield Baptist Church-ben, Nashville-ben.

## Történet
Az együttest egy gyülekezi segédlelkész, J. R. Carrethers alapította a fiaiból, Rufusból és Haroldból, valamint szomszédjukból, John Battle-ből. 1925-ben az együttes kvartetté alakult, amikor Lattimer Green is csatlakozott hozzá. Az 1930-as években Green kilépett, viszont William Malone és Samuel McCrary csatlakozott (megtartották a Fairfield Four nevet a taglétszám ellenére). Az első rádióadásukat követően az énekegyüttes Nashville-en kívül is ismertté vált.
1942-ben a megnyertek egy versenyt, amelynek eredményeként a CBS hálózatához lehetett csatlakozni. Az együttes a következő évtizedben a gospel hírességévé vált. Az 1940-es években a tagság tovább fejlődött. A következő 15 évben a csoport több mint 100 lemezfelvételt adtak ki.
1949-ben Sam McCrary vette át az együttes vezetését. Folytatták a felvételeket és a turnékat. Különféle tagcserék is voltak.
Bár az együttes 1950-ben látszólag feloszlott, és az alabamai Greenville-be költözött. McCrary megőrizte a „Fairfield Four” nevet.
1954-ben McCrary kiszállt, mert politikai pályára lépett. Az 1950-es évek végére a csoport népszerűsége alábbhagyott, mert az a cappella gospel-éneklés iránti érdeklődés csökkent. 1960-ban az együttes fel is oszlott.
1980-ban az együttes újraalakult, hogy részt vegyen egy speciális „Quartet Reunion” programban az alabamai Birminghamben, majd 1981-ben ismét felléptek, mint „Black American Quartet Traditions”. Az újjáélesztett énekegyüttes az 1980-as évektől napjainkig fellép.

## Tagok
- Sam McCrary
- James Hill (baritone)
- Isaac Freeman (bass)
- Willie Richardson
- Robert Hamlett
- Ed Hall
- Joe Thompson
- Edward Thomas (tenor)
- Willie Frank Lewis

## Későbbi tagok
- Harold Carrethers (baritone)
- Rufus Carrethers (bass)
- John Battle (lead)
- Lattimer Green (second lead)
- Willie Love (second lead)
- Willie „Little Axe” Broadnax (tenor)
- Wilson Waters
- Joseph Rice
- Walter Settles Sr.
- Roscoe Shelton
- Bobby Hebb

## Albumok
- Angels Watching Over Me
- One World, One People, One God, One Religion, 1980
- Angels Watching Over, 1981
- Revival, Nixon Studio, 1989
- Standing in the Safety Zone, 1992
- Standing on the Rock, 1995
- I Couldn't Hear Nobody Pray, 1997
- Wreckin' the House, 1998
- Fairfield Four and Friends Live from Mountain Stage, 2000
- The Bells Are Tolling, 2001
- Road to Glory, 2001
- Beautiful Stars „Isaac Freeman” and „The Bluebloods”, 2002
- Still Rockin' My Soul, 2015

## Díjak
- 1989: Nemzeti Örökség Díj (National Endowment for the Arts – National Heritage Fellows (az Amerikai Egyesült Államok kormányának legmagasabb kitüntetése a hagyományos művészetek terén)
- 1994: Tennessee: életmű-díj
- 1995: Nashville Music Award Lifetime Achievement Award
- 1996: James Cleveland Stellar Award
- 1997: Grammy-díj – for Best Traditional Gospel Album, for I Couldn't Hear Nobody Pray
- 1998: Grammy-díj a legjobb hagyományos soul gospel album kategóriában
- 1999: Gospel Music Hall of Fame
- 2002: Grammy-díj – for Album of the Year, for contribution in O Brother, Where Art Thou? (soundtrack)
- 2015: Grammy-díj – for Best Roots Gospel Album, for Still Rockin' My Soul!
- 2016: Barbershop Harmony Society Honorary: életmű-díj

## Fordítás
Ez a szócikk részben vagy egészben  a   The Fairfield Four című angol Wikipédia-szócikk ezen változatának fordításán alapul.  Az eredeti cikk szerkesztőit annak laptörténete sorolja fel. Ez a jelzés csupán a megfogalmazás eredetét és a szerzői jogokat jelzi, nem szolgál a cikkben szereplő információk forrásmegjelöléseként.